# 24 Hores de Montjuïc 1976
L'edició de 1976 de les 24 Hores de Montjuïc fou la 22a d'aquesta prova, organitzada per la Penya Motorista Barcelona al Circuit de Montjuïc el cap de setmana del 3 i 4 de juliol.
Era la segona prova del Campionat d'Europa de resistència (anomenat Copa FIM fins al 1975) d'aquell any.

## Classificació general

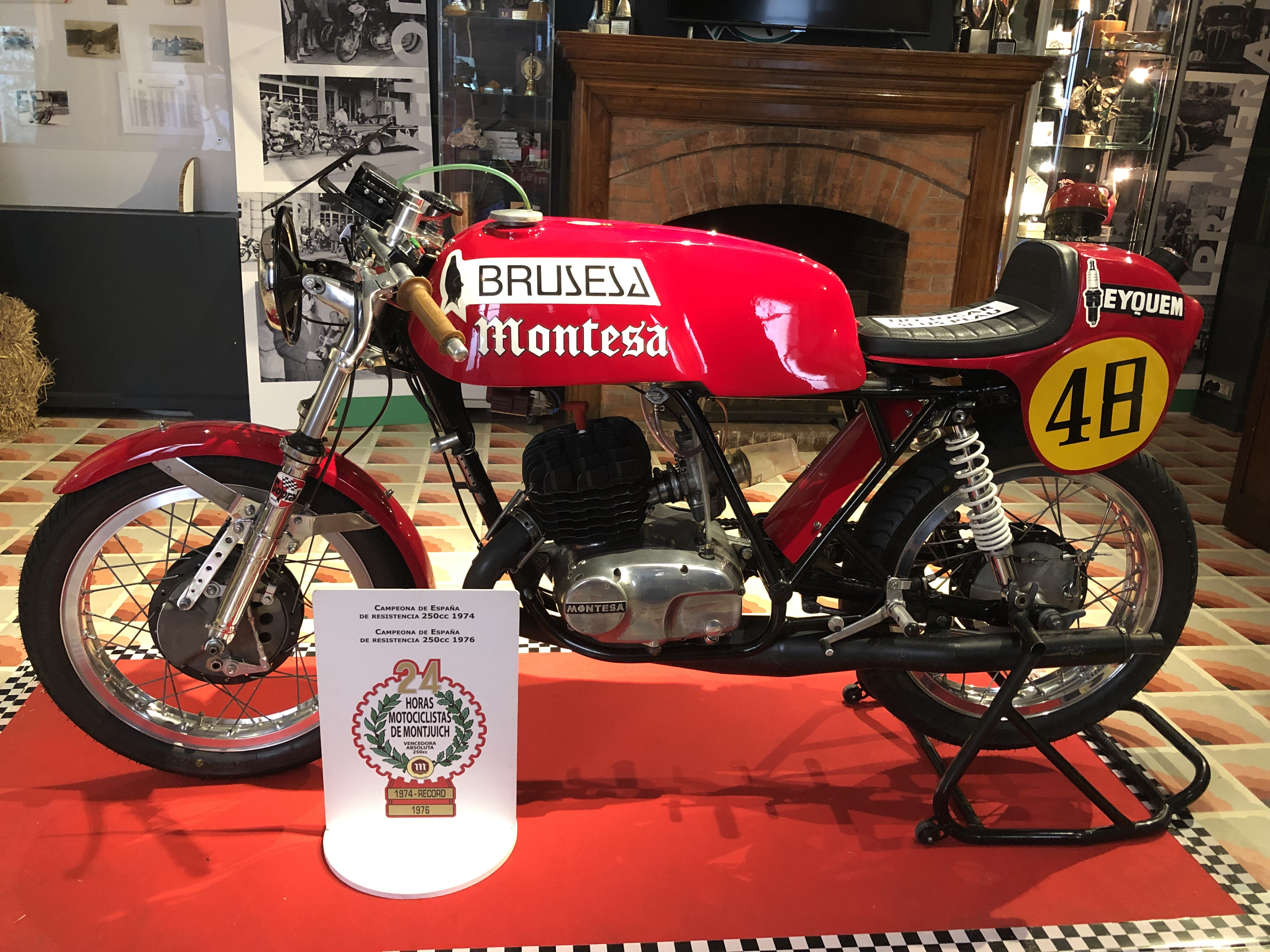
La Montesa Rápita 250 que pilotaren Josep Coronilla i Jordi-Lluís Boquet a les 24 Hores de Montjuïc de 1976. Acabaren en 12a posició.

| Posició | Pilot 1            | Pilot 2              | Motocicleta | Voltes |
| ------- | ------------------ | -------------------- | ----------- | ------ |
| 1       | Stan Woods         | Charlie Williams     | Honda 941   | 747    |
| 2       | Christian Léon     | Jean-Claude Chemarin | Honda       | 743    |
| 3       | Josep Maria Mallol | Alejandro Tejedo     | Ducati      | 734    |
| 4       | Roger Ruiz         | Christian Huguet     | Honda       | 733    |
| 5       | Georges Fougeray   | Gary Green           | Japauto     | 726    |
| 6       | Alain Vial         | Jacques Luc          | Kawasaki    | 715    |
| 7       | Graham Sharp       | John Cowie           | BMW         | 715    |
| 8       | Roland Müllander   | Roland Maes          | Kawasaki    | 715    |
| 9       | Luciano Gazzola    | Raimondo Riva        | Moto Guzzi  | 701    |
| 10      | Norman White       | Neil Tuxworth        | Laverda     | 674    |

1. ↑  Velocitat mitjana: 117,983 km/h.

## Trofeus addicionals
- XXII Trofeu "Centauro" de El Mundo Deportivo: Honda (Stan Woods - Charlie Williams)